# Governo Borisov III
Il Governo Borisov III è stato il 96º governo della Bulgaria per la durata di 4 anni, 8 giorni; insediatosi il 4 maggio 2017 e in carica ufficialmente fino al 12 maggio 2021 (sebbene dimissionario dal 16 aprile 2021, dopo che la 44ª legislatura ha votato le dimissioni dell’esecutivo con 156 voti favorevoli, 75 contrari, 9 astenuti essendo terminato il mandato della stessa).

## Storia
Guidato dal Primo ministro conservatore uscente Bojko Borisov, il governo è costituito da una coalizione tra i Cittadini per lo Sviluppo Europeo della Bulgaria (GERP) e i Patrioti Uniti (OP); insieme, questi dispongono di 122 deputati su 240, ovvero il 50,8% dei seggi dell'Assemblea nazionale. Inoltre il partito Volontà, che dispone di 12 deputati, ovvero il 5% dei seggi totali, offre il proprio appoggio al governo, senza però parteciparvi.
Questo governo si è formato dopo le elezioni parlamentari anticipate del 2017, e succede al governo di transizione guidato dall'indipendente Ognjan Gerdžikov.
In seguito alla sconfitta della candidata dei GERB al secondo turno delle elezioni presidenziali del 2016, come aveva pubblicamente dichiarato Borisov rinuncia a guidare il governo, cosa che porterà alle elezioni anticipate del marzo 2017. Il 27 gennaio il nuovo presidente della repubblica Rumen Radev conferisce a Gerdžikov, all'epoca presidente dell'Assemblea nazionale, il compito di guidare temporaneamente il governo, fino alla formazione di un nuovo gabinetto.
Durante lo scrutinio, i GERB confermano la loro posizione di primo partito del paese, ma i loro alleati del Blocco Riformatore (RB) si ritrovano esclusi dall'Assemblea; Borisov propone allora ai Socialisti di scegliere il presidente del Parlamento, ma questi rifiutano. Egli allora si rivolge ai Nazionalisti, con i quali elabora la formazione di una maggioranza parlamentare, e il 27 aprile viene ufficialmente incaricato dal presidente Radev di formare il 91º governo bulgaro. Lo stesso giorno i GERB e i Patrioti Uniti firmano il loro accordo di coalizione, e il 3 maggio seguente viene annunciata la composizione del nuovo esecutivo,  mentre la presentazione ufficiale al capo di Stato avviene il giorno seguente.
Durante il voto di fiducia all'Assemblea nazionale il 4 maggio, il governo ottiene 134 voti per quanto riguarda sia la sua struttura, sia il suo programma, ed entra in carica subito dopo.

## Situazione parlamentare
| Camera              | Collocazione | Partiti                                                       | Seggi     |
| ------------------- | ------------ | ------------------------------------------------------------- | --------- |
| Assemblea nazionale | Maggioranza  | GERB (95), Patrioti Uniti (27)                                | 122 / 240 |
| Assemblea nazionale | Opposizione  | Coalizione per la Bulgaria (80), CDS - DPS (26), Volontà (12) | 118 / 240 |

## Composizione
| Carica                                                                       | Titolare | Titolare | Titolare                                               | Partito      |
| ---------------------------------------------------------------------------- | -------- | -------- | ------------------------------------------------------ | ------------ |
| Primo ministro                                                               |          |          | Bojko Borisov                                          | GERB         |
| Vice primo ministro                                                          |          |          | Tomislav Dončev                                        | GERB         |
| Vice primo ministro Incaricato dell'ordine pubblico e della sicurezza Difesa |          |          | Krasimir Karakačanov                                   | VMRO-BND     |
| Vice primo ministro Incaricato della politica economica e demografica        |          |          | Valeri Simeonov (fino al 21 novembre 2018)             | FNSB         |
| Vice primo ministro Incaricato della politica economica e demografica        |          |          | Marijana Nikolova (dal 22 novembre 2018)               | Indipendente |
| Vice primo ministro Incaricato delle riforme giudiziarie Affari esteri       |          |          | Ekaterina Zaharieva                                    | Indipendente |
| Finanze                                                                      |          |          | Vladislav Goranov (fino al 24 luglio 2020)             | GERB         |
| Finanze                                                                      |          |          | Kiril Ananiev (dal 24 luglio 2020)                     | Indipendente |
| Interno                                                                      |          |          | Valentin Radev (fino al 20 settembre 2018)             | GERB         |
| Interno                                                                      |          |          | Mladen Marinov (fino al 24 luglio 2020)                | Indipendente |
| Interno                                                                      |          |          | Hristo Terzijski (dal 24 luglio 2020)                  | Indipendente |
| Sviluppo regionale e Lavori pubblici                                         |          |          | Nikolaj Nenkov (fino al 20 settembre 2018)             | GERB         |
| Sviluppo regionale e Lavori pubblici                                         |          |          | Petja Avramova (dal 20 settembre 2018)                 | Indipendente |
| Lavoro e politica sociale                                                    |          |          | Biser Petkov (fino al 3 dicembre 2019)                 | GERB         |
| Lavoro e politica sociale                                                    |          |          | Denica Sačeva (dal 3 dicembre 2019)                    | Indipendente |
| Giustizia                                                                    |          |          | Cecka Cačeva (fino al 5 aprile 2019)                   | GERB         |
| Giustizia                                                                    |          |          | Danail Kirilov (dal 5 aprile 2019 al 3 settembre 2020) | GERB         |
| Giustizia                                                                    |          |          | Desislava Ahladova (dal 3 settembre 2020)              | GERB         |
| Istruzione e scienza                                                         |          |          | Krasimir Vălčev                                        | Indipendente |
| Sanità                                                                       |          |          | Nikolaj Petrov (fino al 10 novembre 2017)              | Indipendente |
| Sanità                                                                       |          |          | Kiril Ananiev (dal 10 novembre 2017 al 24 luglio 2020) | Indipendente |
| Sanità                                                                       |          |          | Kostadin Angelov (dal 24 luglio 2020)                  | Indipendente |
| Presidenza dell'Unione europea                                               |          |          | Liljana Pavlova                                        | GERB         |
| Cultura                                                                      |          |          | Boil Banov                                             | GERB         |
| Ambiente e acque                                                             |          |          | Neno Dimov (fino al 15 gennaio 2020)                   | VMRO-BND     |
| Ambiente e acque                                                             |          |          | Emil Dimitrov (dal 15 gennaio 2020)                    | VMRO-BND     |
| Agricoltura, alimentazione e foreste                                         |          |          | Rumen Porožanov (fino al 15 maggio 2019)               | GERB         |
| Agricoltura, alimentazione e foreste                                         |          |          | Desislava Taneva                                       | GERB         |
| Trasporti, tecnologie per l'informazione e comunicazioni                     |          |          | Ivajlo Moskovski (fino al 20 settembre 2018)           | GERB         |
| Trasporti, tecnologie per l'informazione e comunicazioni                     |          |          | Rosen Željazkov (dal 20 settembre 2018)                | Indipendente |
| Economia                                                                     |          |          | Emil Karanikolov (fino al 24 luglio 2020)              | Ataka        |
| Economia                                                                     |          |          | Lăčezar Borisov (dal 24 luglio 2020)                   | Indipendente |
| Energia                                                                      |          |          | Temenužka Petkova                                      | GERB         |
| Turismo                                                                      |          |          | Nikolina Angelkova (fino al 24 luglio 2020)            | GERB         |
| Turismo                                                                      |          |          | Marijana Nikolova (dal 24 luglio 2020)                 | Indipendente |
| Gioventù e sport                                                             |          |          | Krasen Kralev                                          | GERB         |